# Andrew Gebara

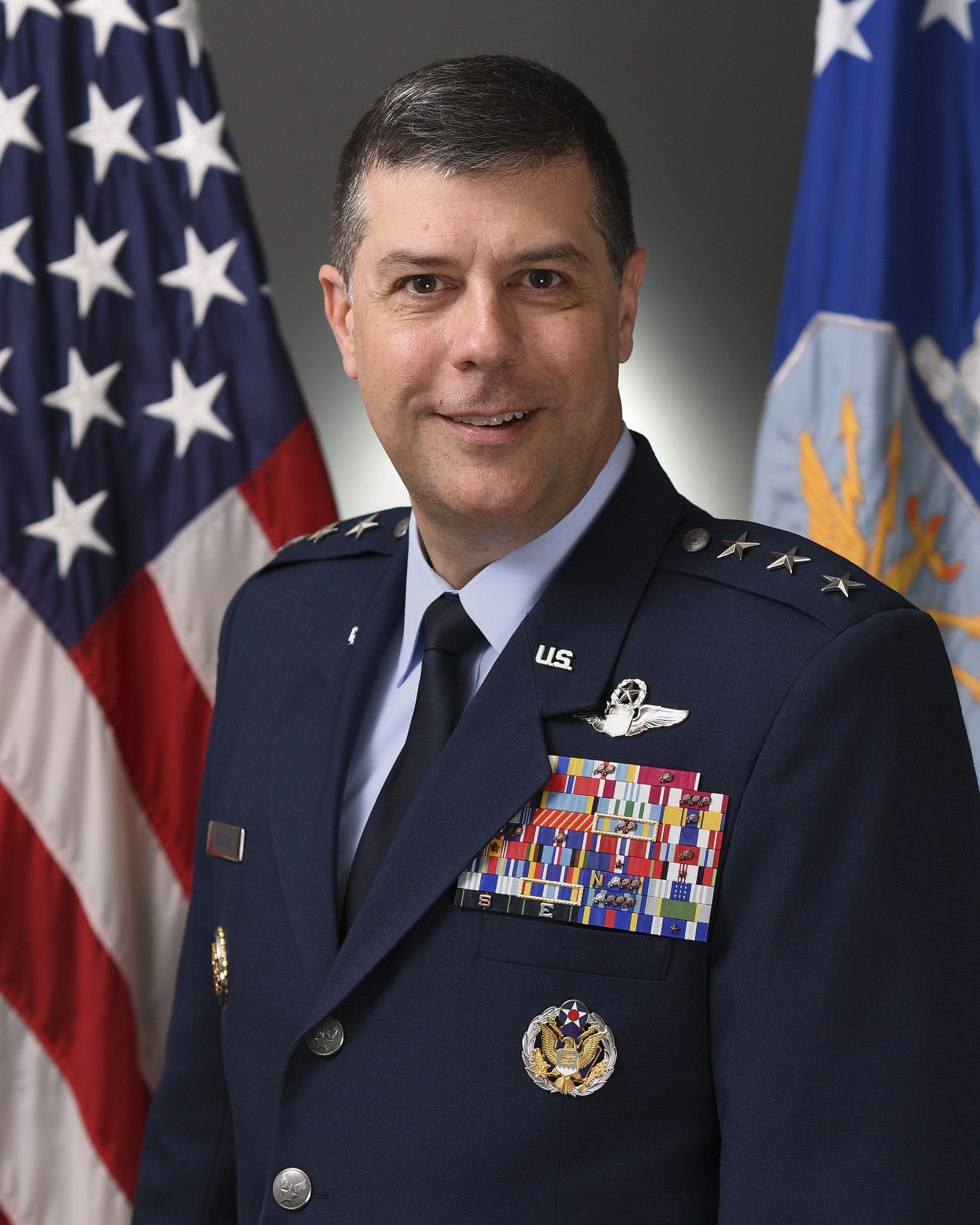
Andrew J. Gebara (2023)

Andrew J. Gebara (* um 1969 in Highland, San Bernardino County, Kalifornien) ist ein Generalleutnant der United States Air Force. Er war unter anderem Kommandeur der 8. Luftflotte.
Im Jahr 1991 absolvierte er die United States Naval Academy in Annapolis in Maryland. Nach seiner Graduation entschied er sich gegen eine Laufbahn in der United States Navy. Stattdessen wurde er als Leutnant in das Offizierskorps der Air Force aufgenommen. In der Folge durchlief er alle Offiziersgrade vom Leutnant bis zum Drei-Sterne-General.
Im Lauf seiner militärischen Karriere absolvierte er verschiedene Kurse und Schulungen. Dazu gehörten unter anderem eine Ausbildung zum Kampfpiloten und weitere Fortbildungskurse als Pilot neuer Flugzeugtypen; die Squadron Officer School auf der Maxwell Air Force Base in Alabama; die U.S. Air Force Weapons School auf der Nellis Air Force Base in Nevada; die School of Advanced Warfighting auf der Marine Corps Base Quantico in Virginia und das Naval War College in Newport in Rhode Island. Außerdem erhielt er akademische Grade von der Syracuse University, der University of Missouri und der Georgetown University, an der er im Jahr 2023 neben seinen Aufgaben als Air-Force-Offizier noch Jura studierte.
In seinen frühen Jahren als Offizier der Luftwaffe war er an verschiedenen Stützpunkten in den Vereinigten Staaten stationiert. Dabei war er als Pilot, Flugausbilder oder Stabsoffizier bei unterschiedlichen Einheiten tätig. Dazwischen absolvierte er die erwähnten Schulungen. Im Jahr 1999 nahm er als Pilot an der Bombardierung Jugoslawiens im Rahmen eines NATO-Unternehmens teil. Damals war er auf der Spangdahlem Air Base in Deutschland stationiert. Danach setzte er seine Laufbahn in den Vereinigten Staaten fort. Dort war er von 2009 bis Juni 2010 Stabsoffizier beim United States Central Command, dessen Hauptquartier sich auf der MacDill Air Force Base in Florida befindet.
Zwischen Juli 2010 und Februar 2011 war Andrew Gebara als Oberstleutnant in Kabul in Afghanistan stationiert. Dort gehörte er dem Stab der internationalen Sicherheitskräfte für Afghanistan an (Deputy Director, Commander’s Initiatives Group, International Security Assistance Force, Kabul, Afghanistan). Nach seiner Heimkehr wurde er auf die Whiteman Air Force Base in Missouri versetzt. Dort war er zwischen April 2011 und Mai 2012 stellvertretender Kommandeur des 509. Bombergeschwaders (509th Bomb Wing). Danach übernahm er auf der Barksdale Air Force Base in Louisiana das Kommando über das 2. Bombergeschwader (2nd Bomb Wing), das er zwischen Mai 2012 und August 2014 innehatte.
Als Nächstes wurde er zum Stab des Hauptquartiers der Air Force versetzt, wo er bis Mai 2015 als Stabsoffizier (Senior Military Assistant to the Under Secretary of the Air Force) tätig war. Sein nächster Auftrag führte ihn zur Offutt Air Force Base in Nebraska. Dort leitete er bis Mai 2017 die Stabsabteilung für nukleare Operationen beim United States Strategic Command. In der Folge gehörte er bis zum März 2018 dem Stab der Joint Chiefs of Staff an. Danach war er bis April 2019 Mitglied im Stab des Nationalen Sicherheitsrats (Deputy Senior Director for Defense Policy and Strategy, National Security Council).
Im April 2019 kehrte Andrew Gebara auf die Barksdale AFB zurück. Dort leitete er bis August 2021 die Stabsabteilung für strategische Planungen, Programme und Bedarf (Director of Strategic Plans, Programs, and Requirements) beim Air Force Global Strike Command. Am 16. August 2021 übernahm er ebenfalls auf der Barksdale AFB als Nachfolger von Mark E. Weatherington das Kommando über die 8. Luftflotte und das Joint-Global Strike Operations Center. Diese Ämter hatte er bis zum 25. August 2023 inne, als er von Jason Armagost abgelöst wurde.
Nach dem Ende seiner Mission auf der Barksdale AFB kehrte Gebara zum Hauptquartier der Air Force zurück. Bis Dezember 2023 war er dort als Stabsoffizier (Special Assistant to the Director of Staff) tätig. Dann wurde er Leiter der Stabsabteilung für strategische Abschreckung und nukleare Integration (Deputy Chief of Staff, Strategic Deterrence and Nuclear Integration). Dieses Amt bekleidet er bis heute (November 2024).
Während seiner aktiven Zeit als Militärpilot absolvierte er über 3800 Flugstunden auf verschiedenen Flugzeugtypen.

## Daten der Beförderungen
| Abzeichen | Rang               | Jahr              |
| --------- | ------------------ | ----------------- |
|           | Second Lieutenant  | 30. Mai 1991      |
|           | First Lieutenant   | 30. Mai 1993      |
|           | Captain            | 30. Mai 1995      |
|           | Major              | 1. April 2002     |
|           | Lieutenant Colonel | 1. Dezember 2006  |
|           | Colonel            | 1. September 2011 |
|           | Brigadier General  | 1. Januar 2016    |
|           | Major General      | 22. Mai 2020      |
|           | Lieutenant General | 5. Dezember 2023  |

## Orden und Auszeichnungen
Andrew Gebara erhielt im Lauf seiner militärischen Laufbahn unter anderem folgende Auszeichnungen:
- Air Force Distinguished Service Medal
- Defense Superior Service Medal
- Legion of Merit
- Bronze Star Medal
- Distinguished Flying Cross
- Defense Meritorious Service Medal
- Meritorious Service Medal
- Air Medal
- Aerial Achievement Medal
- Joint Service Commendation Medal
- Air and Space Commendation Medal
- Air and Space Achievement Medal
- Combat Action Medal
- Air Force Combat Readiness Medal
- National Defense Service Medal
- Armed Forces Expeditionary Medal
- Kosovo Campaign Medal
- Afghanistan Campaign Medal
- Global War on Terrorism Expeditionary Medal
- Global War on Terrorism Service Medal
- Nuclear Deterrence Operations Service Medal
- NATO-Medaille